# Casa rural

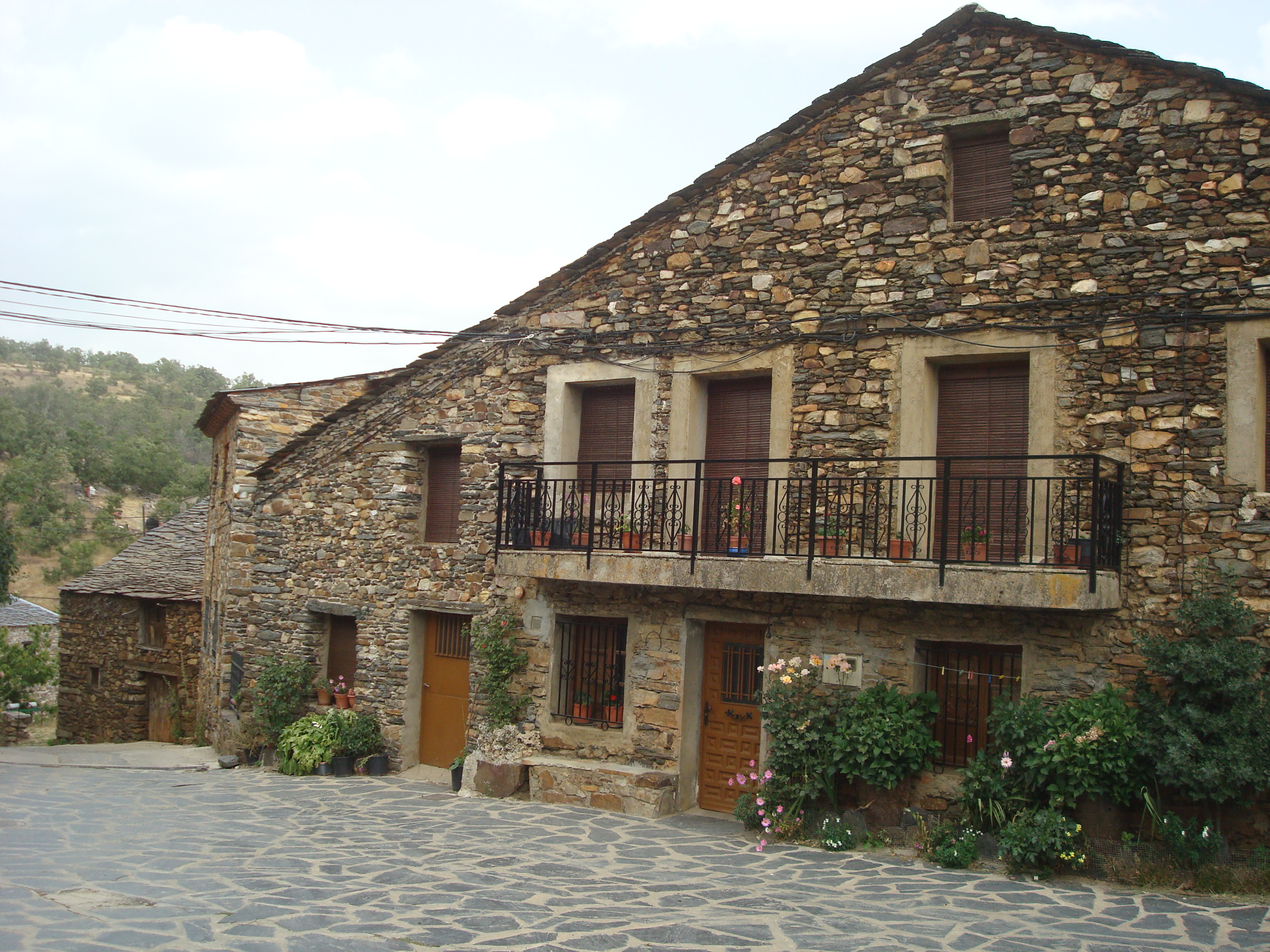
Ejemplo de arquitectura rural en Valverde de los Arroyos (Provincia de Guadalajara).

El estudio del hábitat rural requiere la consideración de dos aspectos principales, diferentes pero relacionados: por una parte, la casa rural, y por otra, el hábitat propiamente dicho, o, lo que es lo  mismo, las formas y los grados de concentración y dispersión de las construcciones rurales.

## La casa rural en España

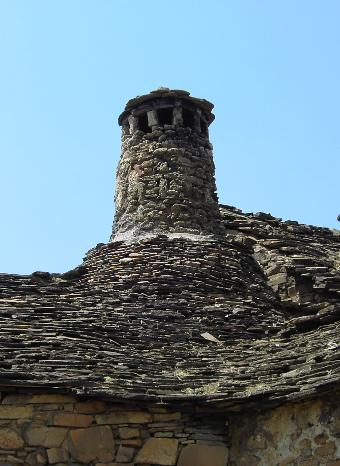
Chimenea en El Sobrarbe (Huesca), España.

El estudio de la casa comprende dos aspectos, uno de carácter técnico y descriptivo fundamentalmente, que hace referencia a los distintos materiales utilizados y a su disposición, y otro de tipo socioeconómico en relación con las actividades realizadas por sus moradores y con el confort ofrecido como lugar de habitación.
La casa ha sido tradicionalmente producto de los elementos de que se disponía en el propio territorio en relación con tradiciones y costumbres perpetuadas por los constructores que eran, por regla general, los futuros moradores.
En épocas recientes, las comunicaciones de todo tipo han incidido de tal forma, que las casas de tipo tradicional ya no se construyen, y las ya existentes tienden a ser transformadas o abandonadas. Las casas nuevas o renovadas pierden los lazos de unión con el propio territorio, y solo responden a factores tales como facilidad de construcción, ahorro de mano de obra, gustos generalizados, etc. Estas casas pierden una parte de su interés geográfico y significan, en realidad, una penetración urbana en el mundo rural. En ellas se busca ante todo el confort ciudadano, lo que trae consigo la total desvinculación de las funciones vivienda y explotación agraria.
Atendiendo a su aspecto exterior, las casas rurales españolas se han solido clasificar en tipos diferentes según los materiales empleados para construirlas. Urabayen (1929) ofreció para el ámbito navarro un temprano y expresivo ejemplo de este modo de clasificación, distinguiendo el grupo de la casa de piedra, extendido por la mayor parte de la provincia, y subdividido a su vez en tipos -entre ellos el pirenaico, y los subpirenaicos septentrional y meridional- que dependen de otras características constructivas, y el grupo de la casa de tierra, localizado en los ámbitos llanos de los cursos fluviales inferiores, que también se subdivide en tipos (casas de ladrillo y de tierra cruda y cuevas). Ambos materiales, piedra y tierra, se hallan muy presentes en el conjunto de las casas rurales españolas, y a ellos se añaden, de forma menos generalizada, la madera y, en algunos casos más elementales e infrecuentes, otros componentes de origen también vegetal de armazón.

## Los materiales
El predominio de algunos materiales de construcción fundamenta la clasificación de las casas rurales españolas propuesta por Bolós y Capdevila (1978). Se distinguen en ella cuatro grandes grupos, distribuidos del modo que se resume a continuación. La casa de piedra, cuya composición concreta (granito, gneis, pizarra, caliza, arenisca) depende del ámbito litológico en el que se encuentre, se extiende por una franja periférica que comprende Galicia, las montañas de León, Asturias, Cantabria, las montañas vascas, el Pirineo y el Prepirineo, la mayor parte de Cataluña y Baleares, Valencia, Murcia, el litoral mediterráneo andaluz y Extremadura. La casa de barro (barro crudo secado al sol, como el adobe y el tapial, o barro cocido, como el ladrillo y la teja) se halla generalizada en un dominio predominantemente interior, que abarca las dos Mesetas, el valle medio del Ebro, la huerta de Valencia y Murcia y la campiña del Guadalquivir. La casa de madera ha perdido importancia, por los riesgos que entraña, y se halla reducida a la modalidad entramada (en la que el armazón de ese material se rellena con fábrica) del País Vasco, de la Alcarria y de las tierra pinariegas de las sierras de Gredos y Guadarrama y del Sistema Ibérico. En el apartado final de las casas rurales construidas con otros materiales se incluyen las chozas hechas con recursos vegetales y la cuevas, de variada localización, que constituyen las expresiones más pobres del conjunto.

### Organización interna
La organización interna de la casa rural, estrechamente relacionada con el modo de vida de sus habitantes, se expresa en el plano. El análisis del plano permite conocer cómo se distribuyen y se relacionan entre sí los espacios interiores funcionalmente diferenciados y de esta forma se han establecido clasificaciones, casi siempre deudoras de la que propuso Demangeon en los años veinte, que distingue dos grandes modalidades: la casa en bloque, donde todos los espacios funcionales están bajo el mismo techo, que puede ser elemental o con elementos dispuestos a ras de suelo, longitudinal o transversalmente, o en altura y la casa de patio, cerrado o abierto, donde esos espacios se encuentran disociados.
Es bastante frecuente, como sucede en España, que convivan en un mismo ámbito varios de estos tipos de casas, del mismo modo que conviven las distintas condiciones económicas y sociales con las que se encuentran asociados. En Galicia por ejemplo, hay casas elementales, entre las que se encuentran las pallozas, de origen remoto y planta elíptica, que aparecen también en le ámbito asturiano, en las que un tabique interior separa las partes dedicadas a vivienda y establo, junto a la más generalizada casa de dos plantas, comunicadas mediante una escalera exterior y funcionalmente diferenciadas, y las grandes casonas hidalgas o pazos, que comprenden los distintos edificios dedicados a la mansión señorial y a las dependencias de carácter agrícola y ganadero. Y a todo ello hay que añadir los elementos disociados (hórreos, almiares) que completan el panorama de la casa rural gallega.
En términos generales y sin olvidar la complejidad real que aparece en las consideraciones más fidedignas de carácter regional y comarcal, pueden señalares algunas tendencias en la distribución geográfica de los distintos tipos de organización interna ( y por tanto, de planos) de las casas rurales españolas. Así sucede, por ejemplo, con el predominio de las casas en bloque con varias plantas, generalmente dedicadas, en sentido ascendente, al establo, la vivienda y el granero, que se manifiesta en la mitad septentrional de España. A medida que nos desplazamos hacia el sur aparecen, junto a las casas en bloque, las casas disociadas de una o dos plantas, con corrales o patios más o menos amplios y en general cerrados, que constituyen un componente característico de los paisaje manchegos y andaluces.

### La casa de piedra

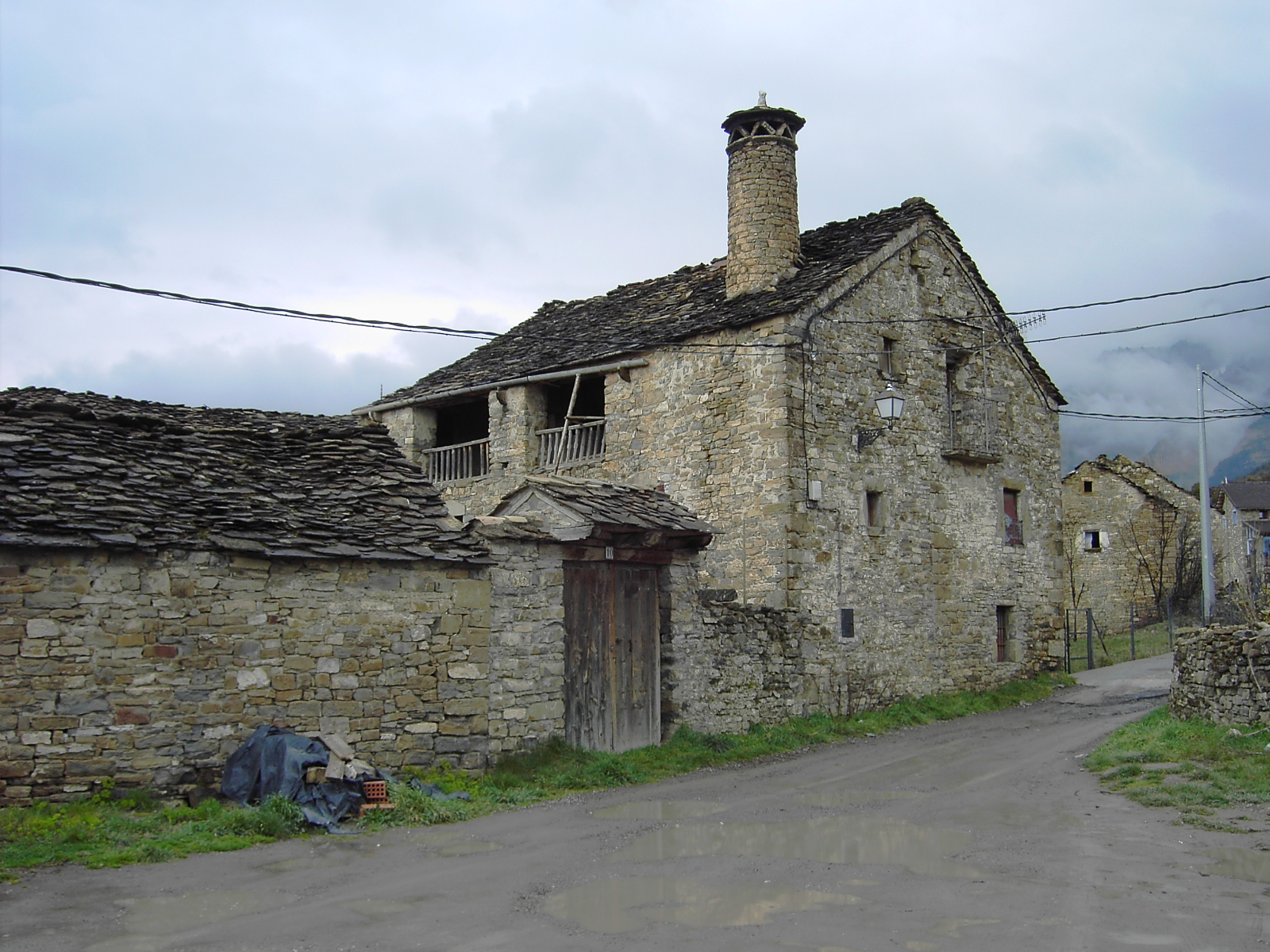
Una típica Casa Bloque pirenaica de la comarca altoaragonesa de Sobrarbe. La chimenea troncocónica, es un rasgo muy característico de las construcciones de esta comarca. Imagen tomada en Buerba.

En el área donde dominan los materiales paleozoicos se utilizan para la construcción la pizarra, la caliza y los materiales eruptivos —granito y neis tan abundantes en estos sectores—. Donde predominan los materiales secundarios y terciarios se utilizan las calizas y areniscas. La piedra puede disponerse una sobre otra, escuadrada (sillería) o sin escuadrar; sin ningún tipo de cemento que las una (piedra seca o suelta) o con un cemento (mampuesto) que puede ser barro, barro mezclado con cal, cal sola o mortero.
El área de la casa de piedra se extiende desde Galicia y Montañas de León, Asturias, Cantabria, Montañas vascas, Pirineo y Prepirineo y la mayor parte de Cataluña y Baleares y continúa por Valencia y Murcia, litoral mediterráneo andaluz y Extremadura.
En Galicia y Montañas de León se conserva uno de los tipos más primitivos de casa, la pallaza, vivienda pastoril de carácter permanente que alberga una familia con el ganado, de mampostería o piedra seca, que recuerda extraordinariamente las construcciones del interior de las citanias. Por lo demás, las casas gallegas están construidas con grandes sillares de granito o bien con mampostería. Las cubiertas a dos vertientes acostumbran ser de pizarra en Lugo y de teja curva en el resto de Galicia. Cada una de ellas dispone, por lo general. de construcciones dispersas tales como una era, cabaña para la paja, el horno para el pan y el hórreo, granero de piedra sobre base de mampostería. Particularmente en el siglo XVIII se levantaron casas grandes y de elevado tono social, pero sin diferir fundamentalmente de los rasgos señalados; son los denominados pazos.
Las casas de piedra de las montañas leonesas presentan caracteres de transición entre la casa gallega y la asturiana. Formas muy primitivas se encuentran en Riaño, casas de un solo piso, de mampostería de cantos rodados unidos con barro. Las cubiertas a dos aguas con teja curva presentan acusada pendiente y se apoyan en pies derechos de madera de haya.

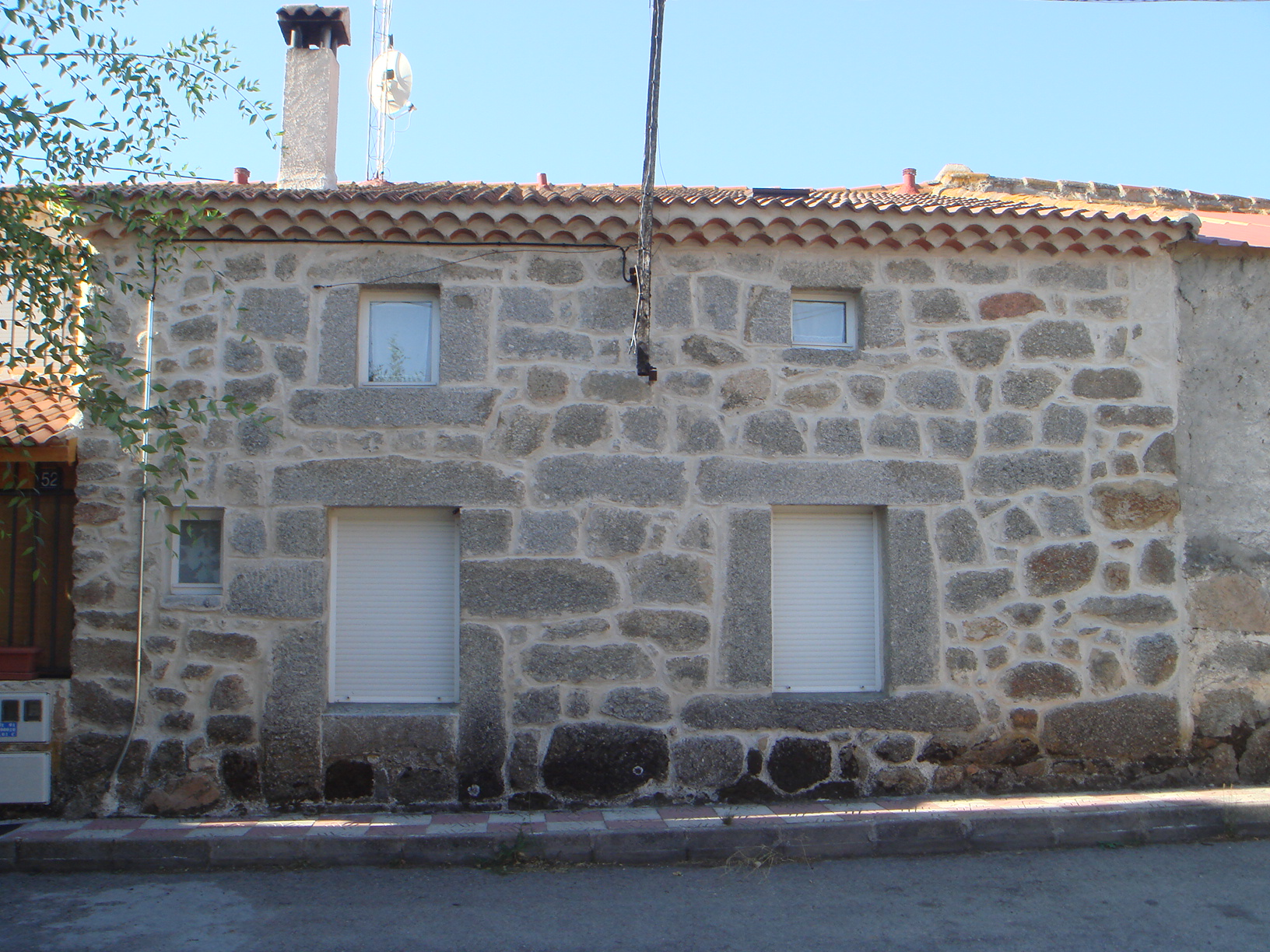
Casa de piedra de granito rehabilitada en La Torre (Ávila).

En Asturias la casa toma de Galicia la disposición exterior de la escalera, y de Cantabria la mayor importancia concedida a solanas y aleros. Las paredes son generalmente de mampostería. Las formas más primitivas y sencillas están representadas por las chozas vaqueiras de las altas brañas asturianas. Son habitaciones temporales, generalmente de planta rectangular. Tienen un único piso, y las cubiertas son de pizarra recubierta con panes de césped. El interior, de una sola pieza, debe servir de establo y de vivienda. En las altas cumbres y cabecera de los valles cantábricos se encuentran también habitaciones permanentes algo más desarrolladas, con frecuencia de dos plantas con escalera exterior. Es una casa fundamentalmente ganadera. La planta baja se destina a establos y la superior a habitación. Existen asimismo en Asturias casas campesinas de categoría social algo más elevada, de planta rectangular, siempre de dos pisos y con cierto desarrollo de los soportales y solanas. En general acostumbran estar acompañadas del hórreo de planta casi cuadrada, de piedra y madera. De tipo parecido, pero con fachada de sillería y soportales con arcos son las denominadas casonas hidalgas asturianas y cántabras. En ella son frecuentes los balcones de hierro forjado y los escudos en las fachadas.
Desde Cangas de Onís siguiendo por la Liébana y hasta las Encartaciones son frecuentes las viviendas modestas de mampostería, de planta rectangular y dispuestas en altura con dos pisos y desván.

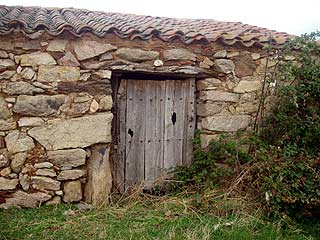
Casa de labranza en Escalonilla (Toledo). Construida con piedra y teja curva.

Dentro ya de la Meseta aparecen algunos enclaves de casas construidas con piedra. Hay que citar la casa pastoril del Sistema Central, vertiente meridional de la sierra de Guadarrama, desde Somosierra hasta San Vicente de Toledo, sierra de Malagón y Parameras de Ávila. Son casas muy simples, de una sola planta, de mampostería de granito al descubierto, tejado a dos vertientes con teja curva. En la Meseta meridional, en el sector de los páramos orientales, se encuentran casas muy parecidas, de mampostería de caliza, pero en las que una más intensa actividad agraria conduce a la aparición de un sobrado o desván.
La casa de la Alta Navarra presenta como característica general la solidez y la disposición en bloque compacto. Construida con mampostería o sillería tiene las cubiertas a una, a dos o a cuatro vertientes, de pizarra. En los valles de la vertiente cantábrica, desde Vizamo a Arráiz aparece como característica diferenciadora la escalera exterior, la cubierta de teja roja, curva, y las paredes enlucidas con cal.
En el Pirineo aragonés, entre Burguete y Huesca, es frecuente la casa cúbica, con cubierta prismática muy peraltada, de pizarra o teja plana a cuatro vertientes y dos faldones. Tiene normalmente tres plantas destinadas a vivienda y actividades agrarias. En la segunda acostumbra haber un balcón protegido por un alero muy saliente. En toda el área montañosa aragonesa se encuentran casas de piedra sencillas, dispuestas en altura con tres o cuatro plantas, con grandes dovelas en las puertas y con galerías y balcones corridos sobre la puerta principal, cubiertas a dos vertientes muy agudas, construidas con lajas de pizarra o de madera. En el interior disponen de patio empedrado.
Hacia el este, en el Pirineo catalán destacan por cierta originalidad las casas del Valle de Arán, con paredes de pequeña mampostería de pizarra, cubiertas a dos vertientes del mismo material, y generalmente de dos plantas. En el resto del Pirineo catalán las casas son pequeñas, cerradas con cubierta también de pizarra y vertientes bastante inclinadas, y los muros de mampostería de granito en pequeños bloques. En la depresión de la Cerdaña las estructuras de las casas son próximas a las de la vivienda del mas prepirenaico, y contrastan con las del resto del Pirineo por su mayor tamaño y por el predominio casi absoluto de las tres plantas. Cuentan con importantes construcciones complementarias que presentan una organización dispersa. Disponen de un gran corral para los ovinos, establos, porches abiertos y cerrados situados alrededor de la era, normalmente enlosada.
En el resto de Cataluña aparece generalizado este tipo de casa exceptuando el extremo occidental de la Depresión central. Se encuentran dos tipos fundamentales: el antiguo y más rico, de mayores dimensiones, construido con sillería o mampostería, con tres plantas y dos o tres viviendas, una para el propietario y la otra u otras para los masovers. El segundo tipo corresponde a construcciones del siglo XIX, de dimensiones mucho más reducidas, pero que mantiene las tres plantas, si bien con una sola vivienda. Donde predomina el cultivo de la vid son frecuentes los pequeños albergues temporales en medio de las viñas para guardar los aperos, de planta redonda o cuadrada, construidos con piedra seca y cubiertos con falsa cúpula. Se encuentran fundamentalmente por el Camp de Tarragona, Bages, Maresme y Empordá.
Por la región valenciana existen varios tipos de casa de piedra. En todo el secano aparece la masía valenciana, constituida por un cuerpo principal de dos plantas y otros elementos auxiliares situados alrededor de un patio cerrado. Las paredes son de mampostería y la cubierta, de teja roja. La casa principal se destina solo a vivienda y los restantes edificios, a las diferentes exigencias de la explotación agrícola, con lo cual aparece una interesante separación de funciones. En Castellón de la Plana, el maset es una edificación de planta rectangular con cubierta a dos vertientes o terrado, destinada exclusivamente a vivienda secundaria de tipo modesto. En Valencia, la alquería constituye un tipo de edificación grande, de tipo agrícola, de planta variada, a veces con patio interior cerrado y generalmente de dos pisos. El riu-rau, característico de la marina de Alicante, es una edificación rectangular y cubierta a dos vertientes con teja curva, con una galería porticada en la fachada que mira al sur; está vinculado al cultivó y preparación de la uva para pasa. Finalmente por el llano de Vinaroz, Benicarló, Peñíscola, Costa de San Mateo, Elche y Orihuela se encuentra la casa enjalbegada, de forma cúbica, techumbre plana en forma de azotea, de una sola planta y con galerías destinadas al secado de la cosecha. En cambio, la configuración de las casas rurales en ámbito montañoso no sigue un orden estricto, solo el indicado por la orografía del terreno, causante del peculiar urbanismo de algunas de nuestras localidades, con callejones tortuoso, de pendiente acusada y plazas de superficie mínima. Es común el desarrollo del hábitat sobre antiguos asentamientos por ello que en algunos casos se pueden adivinar diversos niveles constructivos, desde cimentaciones de época mozárabe a acabados posrevolución industrial como la forja. En este caso, la casa rural presta mayor importancia a ser morada que a ser parte del proceso agropecuario sin llegar a abandonarlo definitivamente
En Baleares aparecen distintas formas de casa en las diferentes islas. Mientras en Ibiza se encuentran casas cúbicas, enjalbegadas, prácticamente iguales a las anteriormente mencionadas, en Mallorca las casas se parecen bastante a las del mas. En Menorca suelen estar construidas con sillares de marés o mampostería y enjalbegadas, tener dos plantas y cubiertas a dos vertientes. Elemento característico es el porche que se adelanta en la fachada principal por debajo del tejado.
En el área murciana aparecen en piedra casas del tipo de la alquería valenciana, y en Almería reaparece la casa en forma de paralelepípedo, de techo plano y una sola planta, de mampostería enjalbegada, casa que se extiende por toda la Andalucía mediterránea hasta Cádiz, penetra por el interior hasta Granada y reaparece en Canarias.
Casas de piedra volvemos a encontrar en el extremo occidental de la Meseta, en Extremadura. En el sector norte, en la parte de las Hurdes, la casa construida con pizarra, en seco, de una sola planta y techo plano, es la única tradicional existente. Fuera de las Hurdes la piedra se emplea para las construcciones de cierta categoría social y económica. Aparece un elemento arquitectónico característico: el arco y la bóveda. La casa acostumbra tener una sola planta y se extiende en superficie.

### La casa de barro

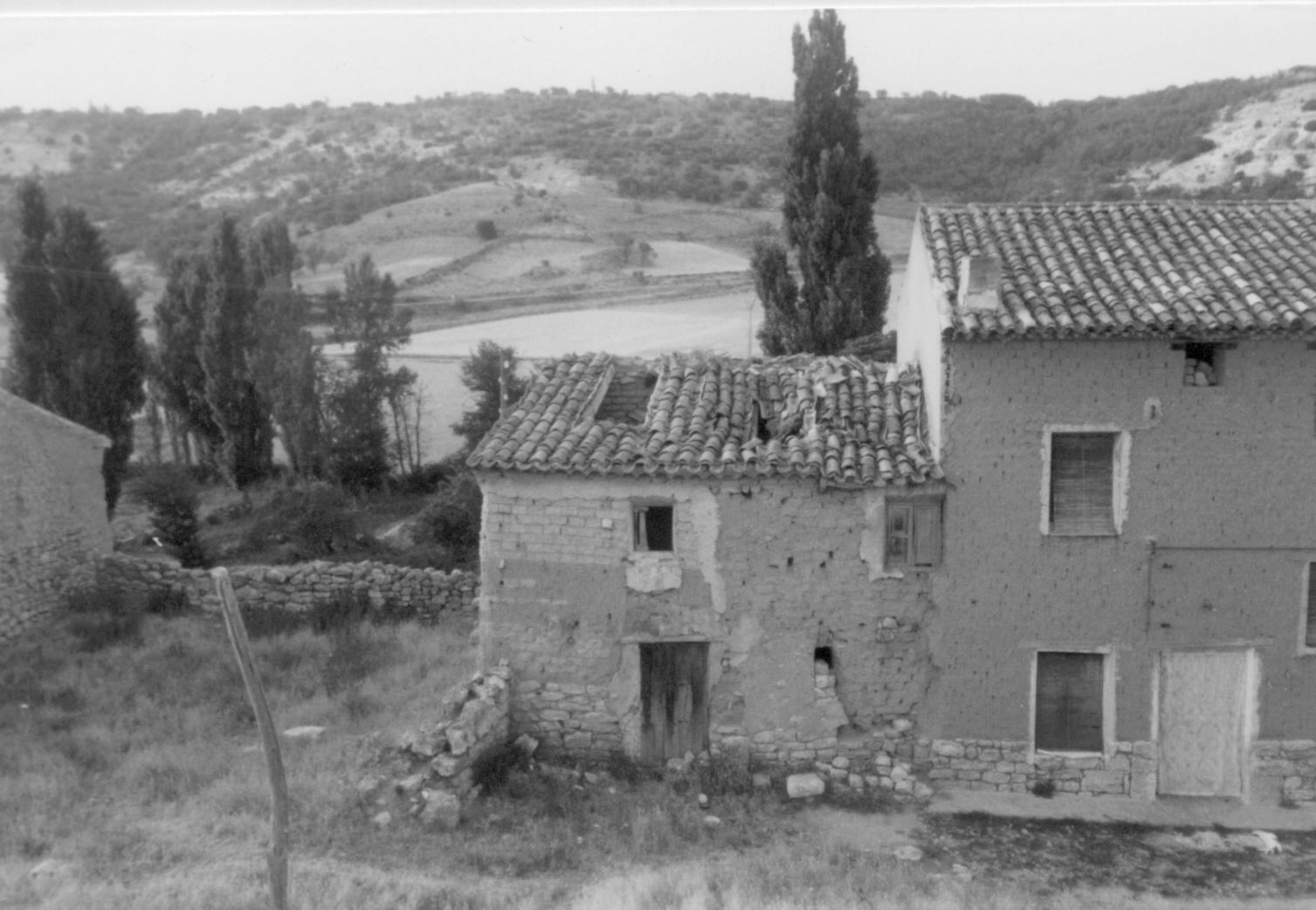
Casas de adobe en Valdecañas de Cerrato (Palencia - España).

El barro se utiliza de dos formas distintas, crudo secado al sol, como en el caso del adobe o del tapial, o cocido en forma de ladrillo y teja. Los adobes, al ser colocados uno encima del otro, quedan soldados entre sí y constituyen una masa única. En el caso del tapial se obtiene esta masa utilizando grandes moldes de madera. Mientras que el ladrillo y la teja es un material que se ha difundido por todas partes gracias a su posibilidad de transporte, el adobe y el tapial se encuentran circunscritos a aquellos puntos en que la litología ofrece materiales adecuados. Encontramos explotadas en este sentido las arcillas del valle del Duero, valle medio del Ebro, huerta de Valencia y Murcia, campiña del Guadalquivir y buena parte de la Meseta. El área es amplia y dentro de ella las casas presentan una serie de tipos de clara vinculación local.
La casa del valle del Duero es de tapial, adobe y algunas veces de ladrillo. Es siempre de una sola planta, con cierta frecuencia apoyada en un zócalo de uno o dos metros de cantos rodados cementados con barro. Las casas de ladrillo constituyen la forma más rica de construcción; se extiende por importantes sectores de la Meseta septentrional. El ladrillo es con frecuencia de importación, se utiliza particularmente en esquinas y guarniciones, puertas y ventanas, zócalos y cornisas, y el resto se construye con gravilla mezclada con tierra, arena y cal. Son normalmente casas bajas y anchas, de dos plantas como máximo.
En la Meseta leonesa todas las casas son de barro, con base de cantos rodados recubiertos también con barro o raramente con cal; por encima se utiliza el adobe o tapial.
En la ribera navarra del Ebro, los materiales de construcción más frecuente son el ladrillo, el adobe y el tapial. Con frecuencia las casas están enjalbegadas, y las cubiertas tienen una o dos vertientes, y cuatro las más importantes. Son casas abiertas, en las que abundan los balcones y galerías.
En el valle medio del Ebro la casa de ladrillo dispone de un patio en torno al cual se disponen las distintas dependencias. Son características las galerías, aleros y salientes. De Zaragoza a Calatayud, comprendiendo los Monegros y cuenca inferior del Segre, es frecuente la casa de tapial y mampostería. En el sector de Lérida abunda más el ladrillo. Las casas son rectangulares, dispuestas en altura, con dos o tres pisos; los dos primeros de mampostería y el superior a base de pilastras de ladrillo y los huecos tapados con cañizo y tierra. El tejado tiene escasa inclinación, con frecuencia a una sola vertiente, con teja curva de color ocre o pardo. Los nuevos regadíos en este sector han originado cierta concentración de la población y la formación de nuevos núcleos de casas construidas con cantos rodados y adobe, de una sola planta, techo plano y enjalbegadas, de carácter muy sencillo.
La vivienda manchega de tapial o tierra apisonada es generalmente de una sola planta, ancha, con dinteles de sillería y cubierta a dos vertientes y teja curva. Son frecuentes las rejas saledizas en las ventanas.
Las casas andaluzas señalan la tradición musulmana en lo reducido de sus dimensiones. Tienen a menudo más de dos plantas y cubiertas con teja árabe a una o a dos vertientes. No siempre disponen de patio; cuando aparece presupone una construcción de cierta importancia. El exterior se enjalbega totalmente, incluso a veces el tejado. Es fundamentalmente casa vivienda. En la baja Andalucía, en la provincia de Córdoba, las casas tienen poca altura, una o dos plantas; en el superior se encuentran rejas en saliente en las ventanas con tejadillo de losetas. Es frecuente el pequeño patio empedrado con guijarros. Los cortijos disponen de construcciones aisladas en las que se reúnen vivienda para labradores y propietarios, así como los locales necesarios para la explotación ordenados alrededor de un gran patio. Las construcciones son por lo general de ladrillo al descubierto. Por una gran parte de Almería se conserva la casa con terrado, baja y pequeña, generalmente sin patio interior, con ventanas reducidas próximas al techo. En las Alpujarras, junto a la casa de piedra seca se encuentra la de tapial, con balcones semejantes a la de la baja Andalucía.
Influencias andaluzas las encontramos en la casa canaria tradicional y en la parte meridional de Extremadura. En el sur extremeño aparecen casas de una sola planta de ladrillo con bóveda. Delante de la casa es característico el zaguán. El enjalbegado es constante.
El llano costero aluvial levantino presenta un tipo de habitación sencilla, elemental, propia del clima benigno y de la intensidad de los cultivos del sector: la barraca. Esta se extiende por todo el sector, por la Albufera, huerta de Valencia, Orihuela y Murcia y por el norte llega hasta el delta del Ebro. Son construcciones de planta rectangular, con paredes de adobe, tirantes de madera de chopo y cañizo. Por encima, la cubierta de cañas y paja a dos vertientes forma un ángulo muy agudo y avanza sobre la fachada en forma de ala. Las paredes se enjalbegan. Existen distintos tipos. La descrita corresponde a las huertas; las de los pescadores de la Albufera son más reducidas, con paredes oscuras construidas con turba. La cubierta casi llega al suelo, y por la parte posterior las barracas son redondeadas. Las murcianas y del delta son pequeñas y provisionales.

### La casa de madera entramada

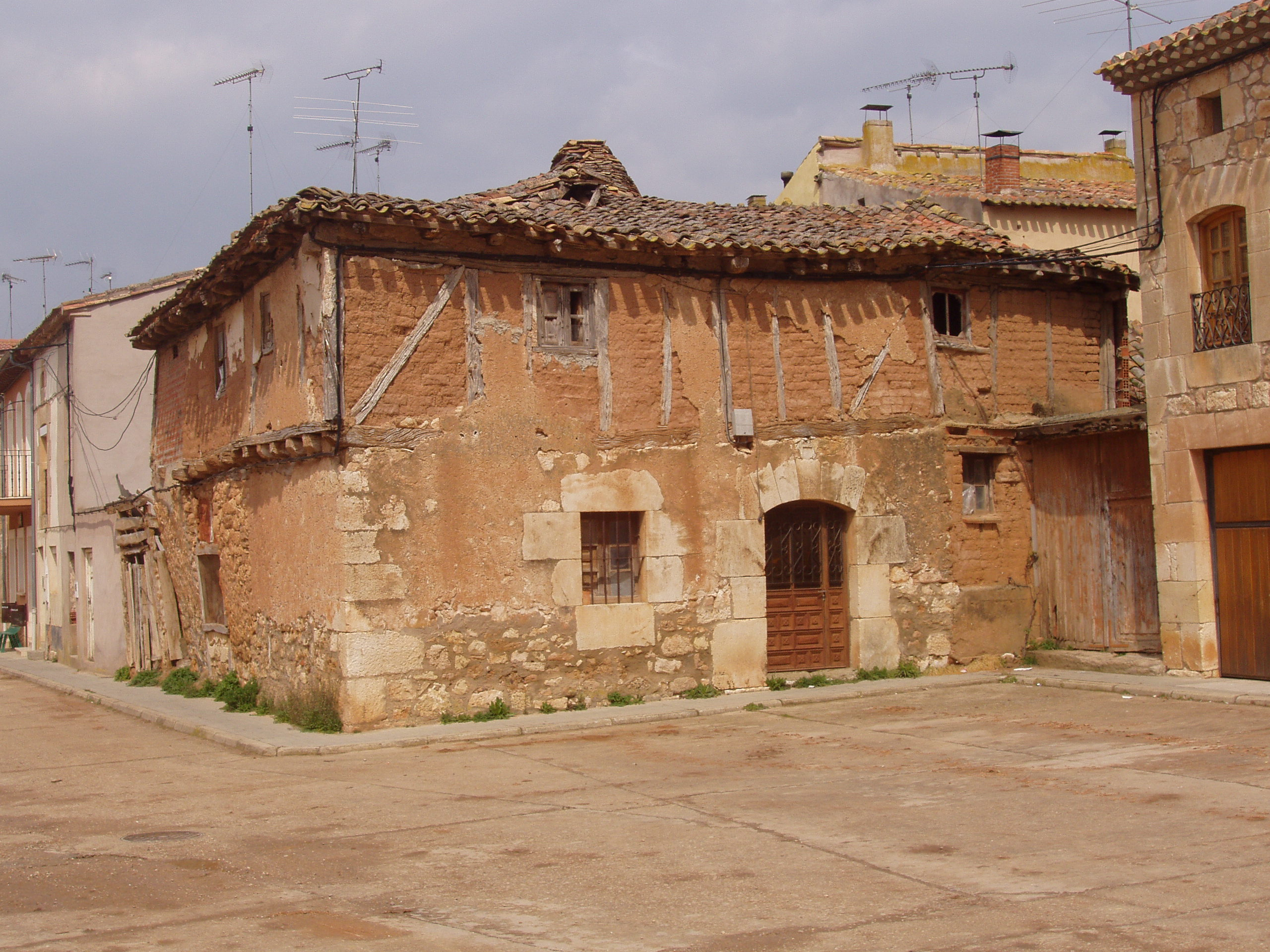
Casa pinariega con planta baja de piedra y entramado de madera y adobe en el piso. Observar la chimenea tradicional. La casa pinariega es la casa tradicional de las provincias de Soria y Burgos. Revilla (barriada junto a Lerma), Burgos, España.

En realidad, actualmente no existen en la Península casas construidas exclusivamente de madera; no obstante, en el País Vasco, Tierra de Pinares y la Alcarria, puede verse por las estructuras actuales que la madera tiene todavía importancia o que la tuvo, y mucha, en otras épocas. La madera no solo aparece en soleras, vigas, puertas y ventanas, sino que forma parte del propio cuerpo exterior del edificio. La madera más empleada es la de pino roble, haya y castaño. Con ella se construye el denominado armazón del entramado, sistema de marcos rellenos con mampostería, ladrillo, etc.
La forma típica de la casa rural vasca tradicional es el caserío, cuya forma primitiva parece encontrarse en la txabola, pequeña edificación de una sola planta construida en un principio exclusivamente de madera y posteriormente con entramados rudimentarios rellenos con varillas de sauce y avellano. Actualmente son habitaciones temporales en los pastos de verano. El caserío se encuentra en todo el País Vasco. Edificio grande, a veces para dos familias, de planta rectangular con tres crujías, cubiertas a dos vertientes o a cuatro cuando se trata de casas de carácter señorial, con pendientes bastante acusadas, por lo que no puede usarse la teja curva, y se emplea la pizarra o tablillas de madera de haya.
Actualmente, en el caserío son frecuentes las paredes de mampostería y los entramados. Es característico el porche en el centro de la fachada principal, que se abre mediante arcos de galería o dinteles de madera, y una galería en el piso superior. Dentro de estas características generales, deben distinguirse los caseríos guipuzcoano y de Vizcaya, de planta casi cuadrada y amplios aleros, del alavés, en el que se marcan ciertas influencias castellanas tales como la reducción de las aberturas y el aumento del grosor de los muros.
En las sierras de Gredos, Guadarrama y Sistema Ibérico, en las comarcas de las Batuecas, las Villuercas, la Vera, Valle del Tiétar, Tierra de Pinares y sector de los Picos de Urbión, aparece la casa entramada. Suele tener dos o tres pisos, y las paredes exteriores se construyen con marcos de madera rellenos con ladrillo. Es característico el balcón volado que cubre toda La tachada, las cubiertas poco inclinadas construidas con teja curva, y los dinteles y jambas de puertas y ventanas monolíticas. Estas casas están destinadas básicamente a vivienda.
En la Alcarria, alto Tajo, con centro en Brihuega, aparece un tipo de casa que se extiende también por la Meseta entre el Henares y el Tajo hasta el Guadiela, y por los páramos calcáreos leoneses e incluso en la Meseta meridional por algunos sectores de la Mancha. Está construida con pilares de mampostería cuadrados y paredes también de mampostería, generalmente de piedra caliza cementada con cal en la planta baja y entramado de madera en la superior; el tejado es a dos vertientes, con teja curva y de color gris y un tosco alero.

### Construcciones con otros materiales

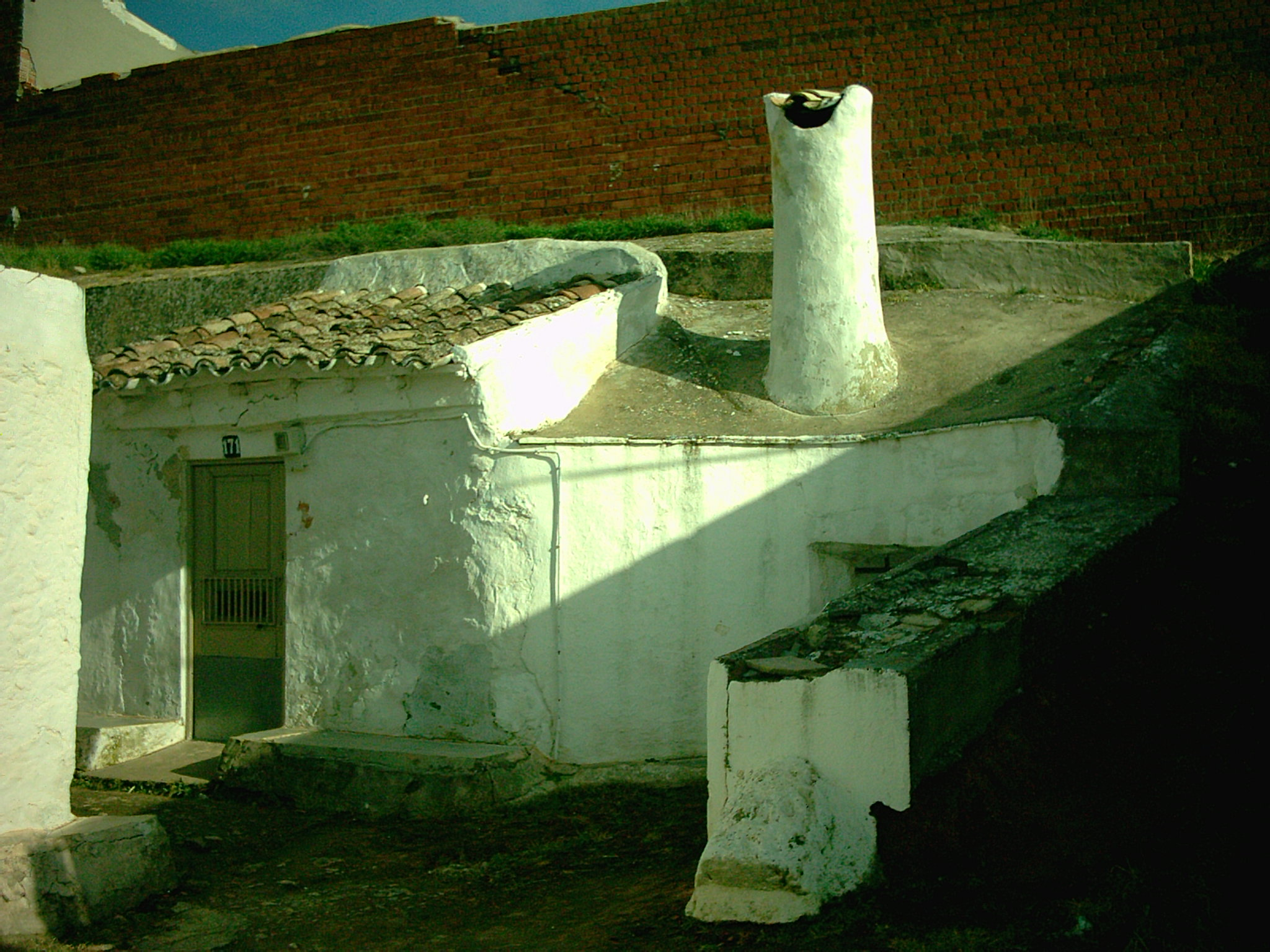
Casa cueva en Santa Cruz de la Zarza (Toledo) - España).

Varias construcciones de poca importancia por sus materiales de construcción no pueden ser incluidas en ninguno de los apartados anteriores. Se trata generalmente de chozas levantadas a base de elementos de origen vegetal. Las más destacadas se localizan en Toledo y en Andalucía. Las chozas toledanas se encuentran en los campos de cultivo y tienen forma perfectamente cónica. El material de construcción son juncos de ánea dispuestos en haces ligados y unidos con tierra apisonada. En Cádiz, en la cuenca del río Barbate y junto a la laguna de la Janda, se encuentran también chozas muy pobres construidas con juncos y paja, habitadas por ganaderos y pescadores.
En Sierra Morena, en las pendientes montañosas, se encuentran humildes viviendas de pastores, de planta circular y cubierta cónica, construidas con estacas y tierra y recubiertas con jaras.
Dentro de este último grupo puede incluirse la vivienda troglodita de origen neolítico. El material utilizado es la roca in situ. Por lo general se abren en rocas no muy duras e impermeables. Con gran frecuencia se hallan en sectores de materiales terciarios: conglomerado, areniscas, margas. Son más numerosas en Córdoba, Granada, Almería, Murcia Guadalajara, Zaragoza, Toledo y Navarra.
Las cuevas cordobesas se localizan en Iznájar, Calvario y vertientes la Antigua. Las granadinas, las más populares, se sitúan en el valle del río Darro, laderas del Albaicín y Sacro Monte, barranco del Ahogado y vertientes del Genil. Abiertas en las laderas que miran al sur, presentan las puertas arregladas con ladrillo y encaladas. En Guadix, al pie de Sierra Nevada, los aluviones de arena y arcilla en capas alternantes cortadas en multitud de cerros y colinas se prestan mucho a la perforación de cuevas. En Almería son muy numerosas también y se sitúan cerca de la capital y en el valle del Almena. En Valencia viven en las cuevas solo las gentes de más bajo nivel social y se caracterizan éstas por un dispositivo especial para la entrada del aire y de la luz y por estar muy enjalbegadas por el interior y el exterior. En Aragón aparece un tipo de cueva que está tan solo medio excavada. Las cuevas son frecuentes también en los pueblos toledanos, donde se pueden apreciar dos tipos: unas excavadas en los cerros, como las andaluzas, y otras abiertas en el llano a un nivel inferior al de la superficie del terreno (Villacañas), en cuyo caso se debe construir una rampa excavada. En Navarra se abren en los acantilados. Finalmente, en Asturias, en Cabrales existen cuevas destinadas a refugio de pastores y ganado en momentos de mal tiempo.